# Leptopanorpa charpentieri
Leptopanorpa charpentieri är en näbbsländeart som först beskrevs av Hermann Burmeister 1839.  Leptopanorpa charpentieri ingår i släktet Leptopanorpa och familjen skorpionsländor. Inga underarter finns listade i Catalogue of Life.